# 类蜈蚣属
类蜈蚣属（学名：Scolopendropsis），也称作仿蜈蚣属，是蜈蚣科的一属。

## 下属物种
本属包括以下物种：
- Scolopendropsis bahiensis Brandt, 1841
- Scolopendropsis duplicata Chagas-Junior, Edgecombe & Minelli, 2008[2]